# Am Kleinen Felde 28

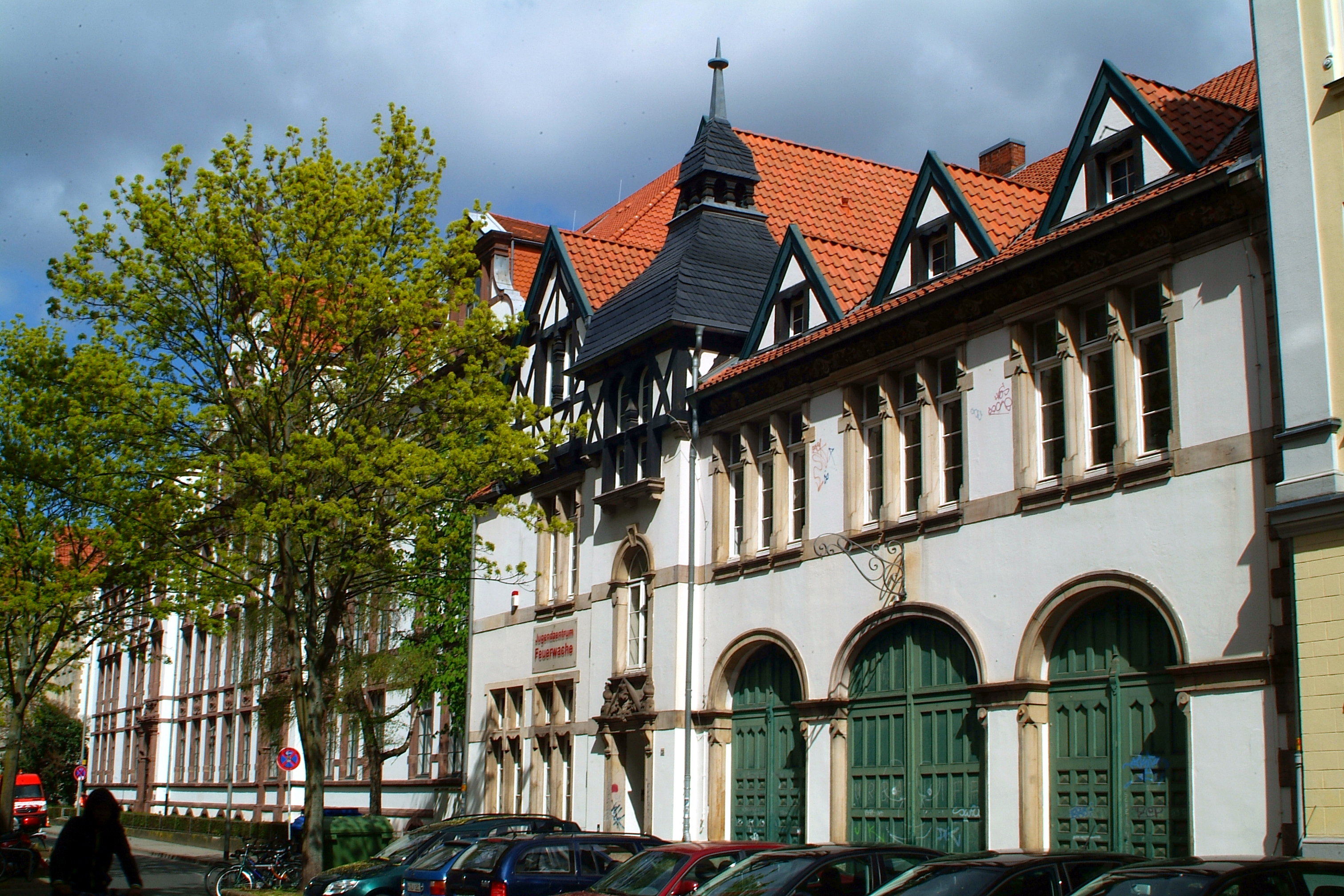
Das heutige „Jugendzentrum Feuerwache“ diente ab 1902 als Unterstand für den ersten automobilen Feuerlöschzug der Welt

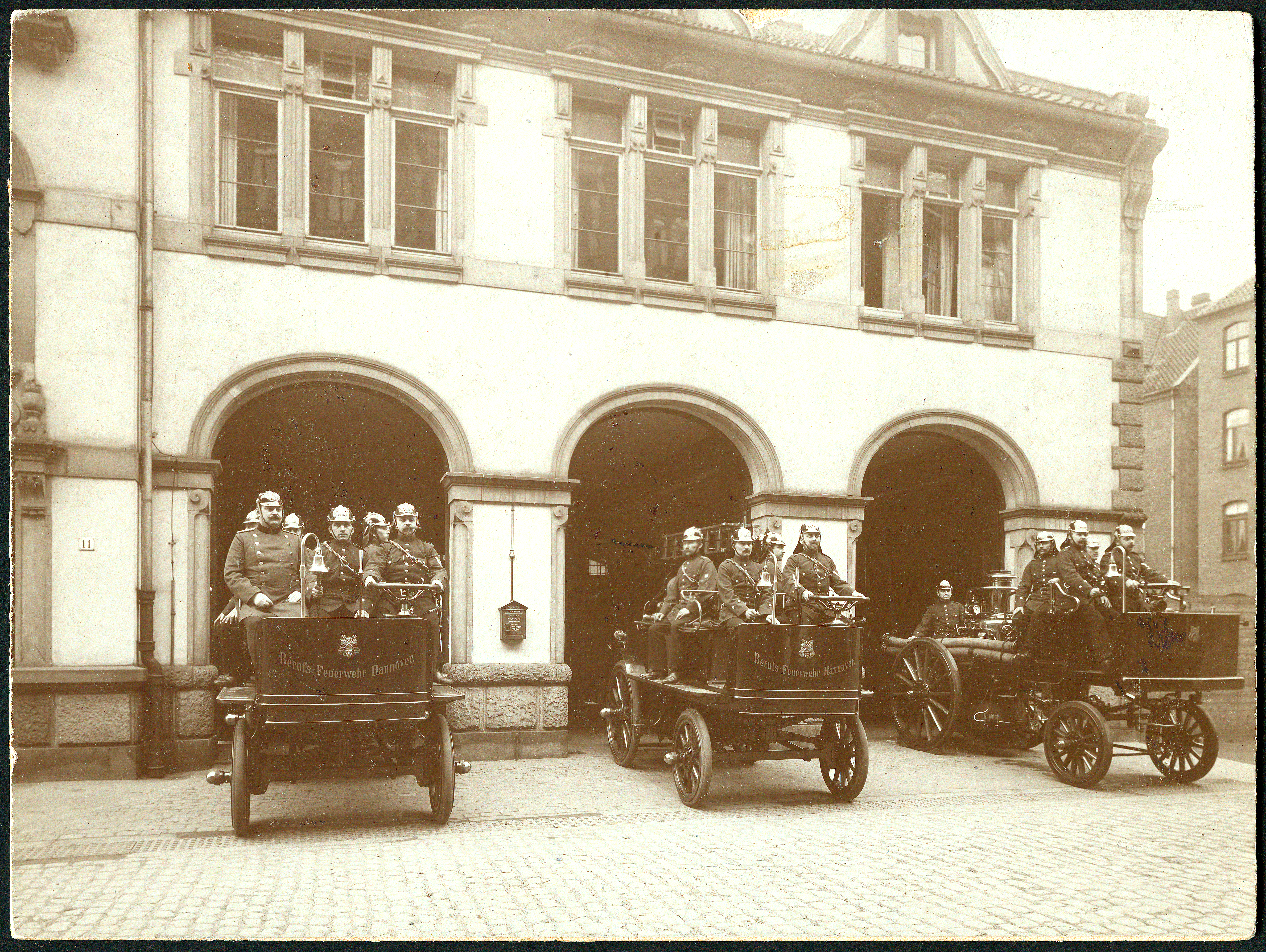
In der Remise der Feuerwache II '„Am Kleinenfelde 11“' posierten 1902 die Mannschaften der „Berufs-Feuerwehr Hannover“; Foto vom Feuerwehrmuseum Hannover

Unter der Adresse Am Kleinen Felde 28 in der Nordstadt von Hannover findet sich die Ende des 19. Jahrhunderts errichtete ehemalige Feuerwache II. In dem Ende des 19. Jahrhunderts errichteten denkmalgeschützten Gebäude wurde der erste automobile Feuerlöschzug der Welt in Betrieb genommen.

## Geschichte und Beschreibung
Ähnlich wie die benachbarte und etwas ältere ehemalige Bürgerschule 9/12 südlich der Realschule III lieferte der hannoversche Stadtbau-Inspektor Otto Ruprecht die Pläne für die auf städtischem Grundbesitz von 1897 bis 1900 errichtete Feuerwache II, damals unter der Anschrift „Am Kleinenfelde 11“.
Das Hauptgebäude, ein zweigeschossiger Putzbau, dessen Dachausbauten in Fachwerk-Bauweise gestaltet und mit renaissancistischen Stilelementen verziert wurden, wurde im Erdgeschoss mit einem großen Remisenraum als Unterstand für den automobilen Löschzug gestaltet.
Der noch zur Kaiserzeit 1908 unter Stadtdirektor Heinrich Tramm verfasste Verwaltungsbericht des Magistrats der Königlichen Haupt- und Residenzstadt Hannover beschrieb die Nutzung der beiden Gebäude wie folgt:
„(Das Hauptgebäude enthält...) in zwei Geschossen Wohn- und Schlafräume, Wachtzimmer, einen Wasch- und Ankleideraum, eine Küche für die Mannschaften und je eine Dienstwohnung im Ober- und Dachgeschoß; im Kellergeschoss die Waschküche, Keller und einen Raum für Rauchentwicklung.
In dem hinteren Teile ist ein massiver Schuppen für Sprengwagen aufgeführt“.
Heute wird die Immobilie vom Jugendzentrum Feuerwache genutzt.